# Министерство государственной безопасности Приднестровской Молдавской Республики
Министерство государственной безопасности Приднестровской Молдавской Республики (МГБ ПМР, укр. Міністерство державної безпеки Придністровської Молдавської Республіки
молд. Министерул пентру Секуритэций Статулуй ал Републичий Молдовенешть Нистрене) — единая централизованная система органов государственной безопасности ПМР.

## История
16 мая 1992 года издан Указ «Об Управлении республиканской безопасности».
8 сентября 1992 года Верховный Совет ПМР принял Постановление «О совершенствовании структуры органов государственного управления Приднестровской Молдавской Республики». В соответствии с данным Постановлением упразднялись ранее существовавшие органы государственного управления, в том числе и Управление государственной безопасности, и вводилась новая структура. Согласно Постановлению вместо управления госбезопасности образовано Министерство государственной безопасности.
Одной из важнейших задач МГБ являлось обеспечение охраны государственной границы, что диктовало необходимость создания пограничных подразделений. Пограничный отряд министерства государственной безопасности ПМР (ПОГО) создан в соответствии с Указом Президента ПМР от 14 сентября 1992 года «О формировании пограничного отряда МГБ ПМР» на территории войсковой части бывшей Советской Армии.
1 марта 1993 года в структуре министерства государственной безопасности создан отдельный резервный пограничный казачий полк. Уже 14 сентября 1993 года на Мемориале Славы в г. Тирасполь казаки-пограничники приняли присягу на верность Приднестровской Молдавской Республике и её народу.
16 мая 1997 года за заслуги перед республикой по обеспечению государственной безопасности и в связи с 5-й годовщиной со дня образования МГБ  награждено Орденом Почета.
16 мая 2000 года Президент ПМР И. Н. Смирнов вручил Министерству Боевое Знамя, учреждённое указом Президента.
В сентябре 2000 года Отдел правительственной связи МГБ реорганизован в самостоятельное государственной учреждение «Служба президентской связи», находящееся в ведении Администрации Президента Республики.
В 2002 году Указом Президента ПМР  установлен День органов государственной безопасности Приднестровской Молдавской Республики. Отмечается ежегодно 16 мая.
С 24 января 2012 года Министерство преобразовано в Комитет государственной безопасности ПМР.
28 апреля 2016 года издан Указ Президента ПМР № 172 «Об учреждении геральдического знака – эмблемы Комитета государственной безопасности Приднестровской Молдавской Республики».

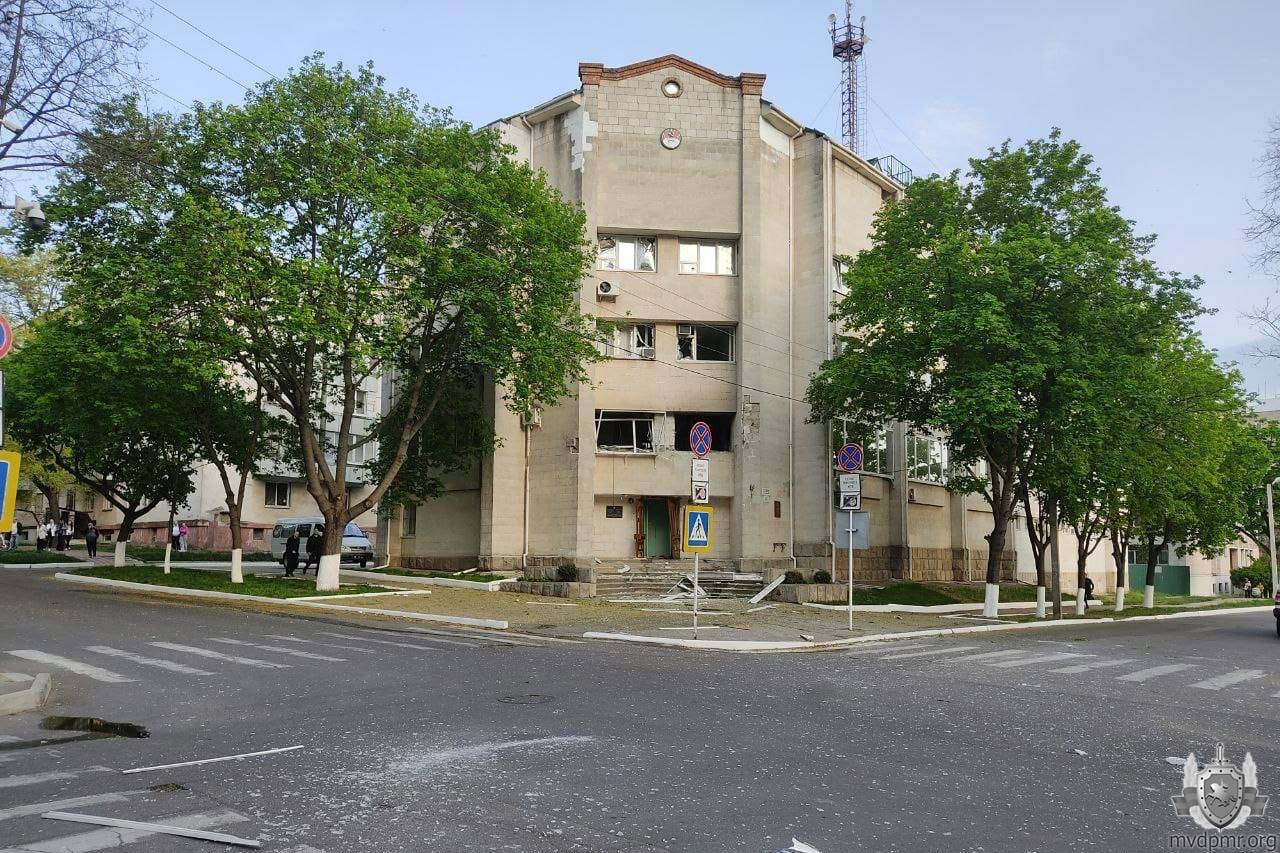
Здание центрального аппарата МГБ ПМР после обстрела 25 апреля 2022 года

19 декабря этого же года Указом Президента ПМР №10 ведомство переименовано в Министерство государственной безопасности Приднестровской Молдавской Республики.
25 апреля 2022 года в 17:45 по зданию МГБ в Тирасполе произвели три выстрела из РПГ.

## Направления деятельности
- разведывательная деятельность;
- пограничная деятельность;
- контрразведывательная деятельность;
- борьба с терроризмом;
- борьба с преступностью;
- обеспечение информационной безопасности.

Иные направления деятельности органов КГБ определяются законодательством ПМР.

## Структура органов МГБ

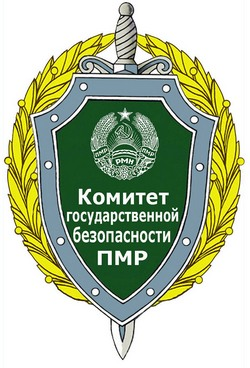
Эмблема КГБ ПМР (2012-2016)

- территориальные органы безопасности;
- органы безопасности в Вооружённых силах ПМР;
- органы государственной службы безопасности в составе министерства;
- подразделения обеспечения;
- Пограничный отряд МГБ ПМР;
- Отдельный Резервный пограничный казачий полк МГБ  ПМР.[8]

## Руководство
Руководство деятельностью органов государственной службы безопасности осуществляет Президент Приднестровской Молдавской Республики. Министерство возглавляет министр, которого назначает на должность и освобождает от должности Президент Приднестровья в установленном законодательством порядке.
| № | ФИО                              | Звание            | Дата назначения | Дата освобождения | Примечания |
| - | -------------------------------- | ----------------- | --------------- | ----------------- | --- |
| 1 | Антюфеев, Владимир Юрьевич       | генерал-лейтенант | 8 сентября 1992 | 30 декабря 2011   | с 30 декабря 2011 по 17 января 2012 года В.Ю. Антюфеев и. о. министра государственной безопасности, с 17 января по 24 января 2012 года В.З. Юневич и.о. министра государственной безопасности |
| 2 | Финагин, Владислав Александрович | генерал-майор     | 24 января 2012  | 17 мая 2013       | Указ Президента ПМР № 42 о назначении руководителей исполнительных органов государственной власти Указ президента ПМР «Об увольнении с военной службы Финагина В. А.»                         |
| 3 | Земцов, Николай Николаевич       | полковник         | 22 октября 2013 | 21 мая 2014       | с 17 мая по 22 октября 2013 года Н.Н. Земцов и.о. председателя КГБ |
| 4 | Лапицкий, Михаил Леонидович      | генерал-майор     | 21 мая 2014     | 1 июня 2017       | Указом Президента ПМР на должность председателя Комитета государственной безопасности ПМР назначен Михаил Лапицкий                                                                            |
| 5 | Гебос, Валерий Дмитриевич        | генерал-лейтенант | 1 июня 2017     |                   | |